# Samito
Samito, né Samuel Carlos Matsinhe le 6 septembre 1979 à Maputo, est un chanteur, compositeur, guitariste et claviériste mozambicain vivant à Montréal (Québec) depuis 2005.
Se disant inspiré par Seu Jorge et Talvin Singh, il chante en portugais, en anglais, en français et en chitswa des chansons marquées par des sonorités africaines modernes, soutenues par du groove électronique.

## Discographie
- Xico-Xico, 2015
- Samito, 2016[3]